# Torre del Castellet
La Torre del Castellet, Torre del Mascarat o Castell del Mascarat se situa al tossal del Castellet, al municipi de Calp (Marina Alta, País Valencià).
Es tracta de les restes d'una torre de sentinella edificada a la fi del segle xvi per a previndre l'atac dels pirates barbarescos. La torre es va alçar sobre el solar i amb els materials de l'antic castell de Calp, construït entre els segles xii i xiv, del qual encara s'observen les restes de la base dels llenços de muralla i dels aljubs excavats en la roca.
Situat a una altura de 256 m sobre el nivell del mar, controlava la badia de Calp i l'antic camí ral que discorria per les goles del Mascarat.
De l'edificació queda en peu la base de la torre així com una de les parets de 4 metres de base per 4,5 m d'altura, en la qual s'observen espitlleres.